# 秃不申
秃不申（?—?），元朝官员，蒙古札剌亦儿氏。曾祖父带孙，父亲塔塔儿台。
秃不申性格温和。嗣兄长只必浙西提刑按察使之职。知民疾苦，能以善途引导，旱灾致禱求雨。遇灾荒之年，奏请朝廷发粮食救济，兴办学校。睦同僚，興學校。后为太中大夫，士民刻石紀其政績。五十一岁时去世。有子五人：不老赤、塔實脫因、阿魯灰、完者不花、留住馬，都袭任東平達魯花赤。